# Lijst van voetbalinterlands Kirgizië - Palestina
Deze lijst van voetbalinterlands is een overzicht van alle officiële voetbalinterlands tussen de nationale teams van Kirgizië en Palestina. De landen hebben tot nu toe zes keer tegen elkaar gespeeld. De eerste ontmoeting was een kwartfinale tijdens de AFC Challenge Cup 2006 op 9 april 2006 in Dhaka (Bangladesh). Het laatste duel, een vriendschappelijke wedstrijd, werd gespeeld in Bisjkek op 2 september 2021.

## Wedstrijden
| № | Plaats    | Datum            | Competitie                          | Wedstrijd            | Uitslag |
| - | --------- | ---------------- | ----------------------------------- | -------------------- | ------- |
| 1 | Dhaka     | 9 april 2006     | AFC Challenge Cup 2006              | Palestina − Kirgizië | 0 − 1   |
| 2 | Kathmandu | 30 maart 2009    | AFC Challenge Cup 2010 kwalificatie | Kirgizië − Palestina | 1 − 1   |
| 3 | Malé      | 19 mei 2014      | AFC Challenge Cup 2014              | Palestina − Kirgizië | 1 − 0   |
| 4 | Bisjkek   | 6 september 2018 | Vriendschappelijk                   | Kirgizië − Palestina | 1 − 1   |
| 5 | Bisjkek   | 11 juni 2019     | Vriendschappelijk                   | Kirgizië − Palestina | 2 − 2   |
| 6 | Bisjkek   | 2 september 2021 | Vriendschappelijk                   | Kirgizië − Palestina | 1 − 0   |

## Samenvatting
| Competitie                     | Totaal gespeeld | Winst Kirgizië | Gelijk | Winst Palestina | Doelsaldo Kirgizië – Palestina |
| ------------------------------ | --------------- | -------------- | ------ | --------------- | ------------------------------ |
| AFC Challenge Cup              | 2               | 1              | 0      | 1               | 1 − 1                          |
| AFC Challenge Cup-kwalificatie | 1               | 0              | 1      | 0               | 1 − 1                          |
| Vriendschappelijk              | 3               | 1              | 2      | 0               | 4 − 3                          |
| Totaal                         | 6               | 2              | 3      | 1               | 6 − 5                          |

KFU · 
A-internationals · 
Bondscoaches · 
Statistieken · 
Kirgizisch vrouwenelftal · 
Kirgizië U21 · 
Kirgizië U20 · 
Kirgizië U19 · 
Kirgizië U18 · 
Kirgizië U17
1990 – 1999 · 
2000 – 2009 · 
2010 – 2019 ·
2020 − 2029
1992 · 
1993 · 
1994 · 
1995 · 
1996 · 
1997 · 
1998 · 
1999 · 
2000 · 
2001 · 
2002 · 
2003 · 
2004 · 
2005 · 
2006 · 
2007 · 
2008 · 
2009 · 
2010 · 
2011 · 
2012 · 
2013 ·
2014 ·
2015 ·
2016 ·
2017 ·
2018 ·
2019 ·
2020 ·
2021 ·
2022 ·
2023 ·
2024
Afghanistan ·
Australië ·
Azerbeidzjan ·
Bahrein ·
Bangladesh ·
Cambodja ·
China ·
Estland ·
Filipijnen · 
India ·
Indonesië ·
Irak ·
Iran ·
Japan ·
Jemen ·
Jordanië ·
Kazachstan ·
Koeweit ·
Libanon ·
Macau ·
Malediven ·
Maleisië ·
Moldavië ·
Mongolië ·
Myanmar ·
Nepal ·
Noord-Korea ·
Oezbekistan ·
Oman ·
Pakistan ·
Palestina ·
Qatar ·
Rusland ·
Saoedi-Arabië ·
Singapore ·
Sri Lanka ·
Syrië ·
Tadzjikistan ·
Taiwan ·
Thailand ·
Turkmenistan ·
Verenigde Arabische Emiraten ·
Wit-Rusland ·
Zuid-Korea
PFF · 
Bondscoaches · 
A-internationals · 
Palestijns vrouwenelftal
1953 – 1959 ·
1960 – 1969 ·
1970 – 1979 ·
1980 – 1989 ·
1990 – 1999 ·
2000 – 2009 ·
2010 – 2019 ·
2020 − 2029
Afghanistan ·
Australië ·
Azerbeidzjan ·
Bahrein ·
Bangladesh ·
Bhutan ·
Burundi ·
Cambodja ·
Chili · 
China ·
Comoren ·
Egypte ·
Filipijnen ·
Griekenland ·
Guam ·
Hongkong ·
India ·
Indonesië ·
Irak ·
Iran ·
Japan ·
Jemen ·
Jordanië ·
Kazachstan ·
Kirgizië ·
Koeweit ·
Libanon ·
Libië ·
Malediven ·
Maleisië ·
Marokko ·
Mauritanië ·
Mongolië ·
Myanmar ·
Nepal ·
Noord-Korea ·
Oezbekistan ·
Oman ·
Oost-Timor ·
Pakistan ·
Qatar ·
Saoedi-Arabië ·
Seychellen ·
Singapore ·
Soedan ·
Sri Lanka ·
Syrië ·
Tadzjikistan ·
Taiwan ·
Tanzania ·
Thailand · 
Turkmenistan ·
Verenigde Arabische Emiraten ·
Vietnam ·
Zuid-Korea